# Ратка (Лучењец)
Ратка (слч. Ratka) насељено је мјесто са административним статусом сеоске општине (слч. obec) у округу Лучењец, у Банскобистричком крају, Словачка Република.

## Становништво
| Година:    | 1994. | 2004.   | 2014.   | 2024.    |
| ---------- | ----- | ------- | ------- | -------- |
| Број људи: | 337   | 316     | 313     | 347      |
| Разлика:   |       | -6,23 % | -0,94 % | +10,86 % |

| Година:    | 2023. | 2024.   |
| ---------- | ----- | ------- |
| Број људи: | 345   | 347     |
| Разлика:   |       | +0,57 % |

Према подацима о броју становника из 2011. године насеље је имало 333 становника.